# Alfonso Lara (futbolista)
Alfonso Osvaldo Lara Madrid (Santiago, 27 de abril de 1946-ibídem, 13 de agosto de 2013) fue un futbolista profesional chileno. Jugó toda su carrera en clubes de Chile y formó parte de la selección chilena que participó en la Copa Mundial de Fútbol de 1974.

## Trayectoria
Jugó solamente en Chile, militando en cuatro equipos: Magallanes, Lota Schwager, Everton y Colo-Colo. Se le identifica sobre todo con el equipo colocolino, con el que disputó y perdió la final de la Copa Libertadores 1973, y en el que llegó a un total de 112 partidos, en los que anotó 4 goles. Fue 29 veces internacional con la selección de Chile. Falleció a los 67 años a causa de un cáncer.

## Clubes
| Club          | País  | Año       |
| ------------- | ----- | --------- |
| Magallanes    | Chile | 1968-1969 |
| Lota Schwager | Chile | 1970-1973 |
| Colo-Colo     | Chile | 1973-1976 |
| Everton       | Chile | 1977-1979 |

## Palmarés

### Campeonatos nacionales
| Título     | Club      | País  | Año  |
| ---------- | --------- | ----- | ---- |
| Copa Chile | Colo-Colo | Chile | 1974 |